# Иреаска (Галац)
Иреаска (рум. Ireasca) насеље је у Румунији у округу Галац у општини Гохор. Oпштина се налази на надморској висини од 107 m.

## Становништво
Према подацима из 2002. године у насељу је живело 379 становника, од којих су сви румунске националности.